# 角館城

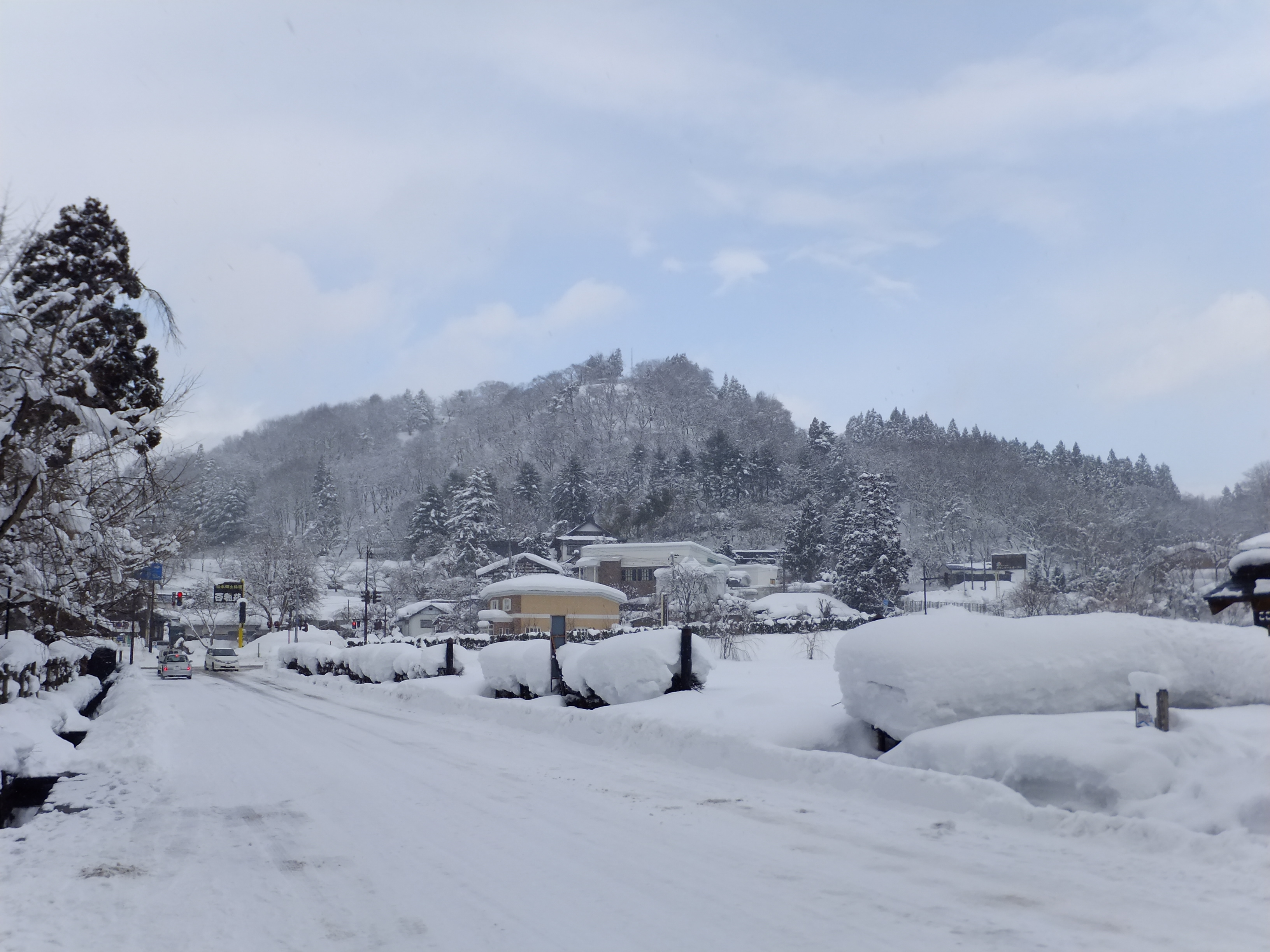
角館・古城山

角館城（かくのだてじょう）は、秋田県仙北市の角館地域にあった日本の城（山城）。別名、小松山城。戦国時代に戸沢氏の本拠地があったことで知られている。

## 歴史・沿革
応永31年（1424年）、戸沢氏は北浦郡の門屋城から角館城へ移った。居城移転には諸説があり、『戸沢家譜』には、戸沢氏重臣で小松山城主の角館能登守が上浦郡の小野寺氏と通じて謀叛を起こしたので、戸沢家盛がこれを討って小松山城を開城させ、後に居城を移転したとある。その後、戸沢氏は北浦郡内の国人領主の仙北前田氏、本堂氏、楢岡氏を傘下に組み込んだ。天正年間に活躍した当主戸沢盛安は、「鬼九郎」（夜叉九郎）の異名で呼ばれた。
関ヶ原の戦い後の慶長7年（1602年）、北浦郡を去った戸沢氏に代わり入部した蘆名義広（盛重）が角館城主（城趾は古城山（ふるしろやま））となり、現在の角館の元となる町割を行った。元和元年（1615年）の一国一城令発令に伴い元和6年（1620年）に廃城となった。のちに城主は麓の屋敷に居住し、防衛のための町割りを行ったとされている。明暦2年（1656年）、蘆名氏が断絶すると佐竹義隣が出羽長野紫島城から角館へ入部し、以後明治まで続いた。
現在、角館城南側一帯は蘆名氏や佐竹氏家臣たちによって造られた侍屋敷が建ち並び、「みちのくの小京都」と呼ばれている。